# Jacques-Louis Soret
Jacques-Louis Soret, född den 30 juni 1827 i Genève, död den 13 maj 1890 på samma plats, var en schweizisk kemist.
Soret upptäckte Holmium spektroskopiskt tillsammans med Marc Delafontaine 1878 (oberoende av Per Teodor Cleves upptäckt samma år).
Han upptäckte även att en ozonmolekyl består av tre syreatomer.
Beteckningen "soretband" för absobtionsmaximum (kring 410-450 nm) hos porfyriner har fått namn efter honom.
Soret var ordförande för Schweiziska vetenskapsakademin (1880-1886), ledamot av Franska vetenskapsakademin (1890), hedersdoktor vid Universität Basel (1874) och riddare av Hederslegionen (1887).
Hans son, Charles Soret (1854-1904), blev även han en känd kemist.